# Mappach (Efringen-Kirchen)
Mappach ist seit der Verwaltungsreform am 1. Oktober 1974 ein Teilort der Gemeinde Efringen-Kirchen im baden-württembergischen Landkreis Lörrach. Mappach ist gemessen an der Fläche und der Einwohnerzahl einer der kleineren Teilorte von Efringen-Kirchen.

## Geographie

### Geographische Lage
Mappach liegt im südlichsten Teil des Markgräfler Hügellandes. Während Mappach heute abseits der Verkehrswege liegt, lag es historisch an einer Alte Poststraße genannten Überlandverbindung zwischen der Kalten Herberge und Basel (Poststraße Basel-Kalte Herberge-Freiburg). Das Mappbächle tangiert den Ortskern im Norden und mündet knapp zwei Kilometer weiter in der Gemarkung Holzen in den Feuerbach, in dessen Talgrund die Kreisstraße K6351 verläuft und der den Ort Mappach von seinem Weiler Maugenhard trennt.

### Ortsgliederung
Zum Ortsteil Mappach gehört der 2,5 Kilometer östlich des Hauptortes gelegene Weiler Maugenhard.

### Nachbarorte
Mappach grenzt im Norden und Osten an die Ortsteile Tannenkirch, Holzen und Wollbach der Stadt Kandern. Im Westen grenzt Mappach an Wintersweiler und Welmlingen – beides ebenfalls Ortsteile von Efringen-Kirchen. Südlich von Mappach liegt mit Egringen ein weiterer Ortsteil von Efringen-Kirchen.

## Geschichte
Die älteste bekannte Urkunde, die Mappach erwähnt, wird auf den 27. Mai 874 datiert und schreibt den Ortsnamen Madebach. Die Deutung des Namens ist umstritten. Einerseits wird er von einem Personennamen abgeleitet, andererseits von der Bezeichnung Mattenbach.
Der Weiler Maugenhard wurde am 12. Juni 830 als Mauvinhart (= Wald des Mauwo) erwähnt.
Bei beiden Urkunden handelte es sich die Dokumentation von Schenkungen an das Kloster St. Gallen. Hier wie insgesamt im Breisgau verlor das Kloster im 11./12. Jahrhundert seinen Grundbesitz in Folge seines verlorenen Kampfes gegen die Zähringer.
Wichtigster Grundherr und Patronatsherr der Kirche war das Fürstbistum Basel, das diese Rechte nacheinander als Lehen an bischöfliche Ministeriale wie die Reich von Reichenstein, Münch von Münchenstein, die Münch von Landskron und die von Rotberg vergab. Die Rotberg waren von 1467 bis 1859 die Dorfherren von Mappach und hatten als Lehen die niedere Gerichtsbarkeit. Die Landesherrschaft und damit die hohe Gerichtsbarkeit beanspruchten spätestens seit Beginn des 16. Jahrhunderts die Markgrafen von Baden-Durlach. Der Ort gehörte zum Sausenharder Viertel des Oberamts Rötteln und ab 1809 zum Bezirksamt Lörrach/Landkreis Lörrach.

### Einwohnerentwicklung
| Jahr    | 1852 | 1871 | 1880 | 1890 | 1900 | 1910 | 1925 | 1933 | 1939 | 1950 | 1956 | 1961 | 1970 | 2011 | 2014 | 2018 | 2019 | 2022 |
| ------- | ---- | ---- | ---- | ---- | ---- | ---- | ---- | ---- | ---- | ---- | ---- | ---- | ---- | ---- | ---- | ---- | ---- | ---- |
| Mappach | 455  | 437  | 385  | 372  | 355  | 360  | 332  | 334  | 316  | 323  | 324  | 336  | 341  | 515  | 510  | 528  | 530  | 538  |

Quelle: 1852–1970 Tabelle auf Landeskunde entdecken online - leobw; 2011–2022 Homepage der Gemeinde Efringen-Kirchen

## Religion
Aufgrund der historischen Zugehörigkeit zur Markgrafschaft Baden-Durlach in der 1556 die Reformation eingeführt wurde, ist noch immer der weitaus überwiegende Anteil der Bevölkerung evangelisch und gehört zur Kirchengemeinde Egringen-Mappach-Wintersweiler. Die wenigen Katholiken werden von der Seelsorgeeinheit Kandern-Istein betreut.

## Politik

### Ortschaftsrat
Der Ort hat einen Ortschaftsrat mit 6 Mitgliedern. Ortsvorsteherin ist Claudia Scheurer.

### Wappen
In gespaltenem Schild vorn das badische Wappen, hinten in blau eine goldene Garbe. Das Wappen wird seit 1906 geführt. Vorher hatte die Gemeinde in ihrem Siegel den badischen Wappenschild mit einer großherzoglichen Krone geführt.

## Kultur und Sehenswürdigkeiten

### Musik
Im Ort gibt es den Gesangverein Eintracht Mappach.

### Bauwerke
Die Evangelische Kirche Mappach gehört zu den ältesten Kirchen im Landkreis Lörrach und enthält noch Reste von Wandmalereien aus dem 15. Jahrhundert.

## Wirtschaft und Infrastruktur

### Verkehr
Der Kern des Ortsteils ist über die Kreisstraße K6324 an Wintersweiler und Egringen angebunden. Der Weiler Maugenhard ist über kleine Ortsverbindungsstraßen mit Mappach und Kandern-Wollbach verbunden. Der kostenlose Bürgerbus der Gemeinde Efringen-Kirchen kann bei Bedarf angefordert werden.

## Persönlichkeiten
- Friedrich Kiefer (1830–1895), Jurist und Reichstagsabgeordneter.